# 타바스코주

타바스코 주

타바스코주(스페인어: Tabasco)는 멕시코 남동부에 위치한 주로 주도는 비야에르모사이며 면적은 24,731km2, 인구는 2,309,369명(2012년 기준), 인구 밀도는 93명/km2이다. 1824년 2월 7일에 신설되었으며 17개 지방 자치체를 관할한다. 북쪽으로는 멕시코만, 북동쪽으로는 캄페체주, 남동쪽으로는 과테말라, 서쪽으로는 베라크루스주, 남쪽으로는 치아파스주와 접한다.

주기
주 문장

## 인구
| 연도 | 인구      | ±%     |
| ---- | --------- | ------ |
| 1895 | 134,956   | —      |
| 1900 | 159,834   | +18.4% |
| 1910 | 187,574   | +17.4% |
| 1921 | 210,437   | +12.2% |
| 1930 | 224,023   | +6.5%  |
| 1940 | 285,630   | +27.5% |
| 1950 | 362,716   | +27.0% |
| 1960 | 496,340   | +36.8% |
| 1970 | 768,327   | +54.8% |
| 1980 | 1,062,961 | +38.3% |
| 1990 | 1,501,744 | +41.3% |
| 1995 | 1,748,769 | +16.4% |
| 2000 | 1,891,829 | +8.2%  |
| 2005 | 1,989,969 | +5.2%  |
| 2010 | 2,238,603 | +12.5% |
| 2015 | 2,395,272 | +7.0%  |
| 2020 | 2,402,598 | +0.3%  |